# نصب يعقوب كولاس
نصب يعقوب كولاس التذكاري (بالروسية: Памятник Якубу Коласу) هو نصب تذكاري مُخصّص للشاعر البيلاروسي يعقوب كولاس.
تم بناء النصب التذكاري سنة 1972 احتفالا بالذكرى التسعين لميلاده. يبلغ ارتفاعه 8 أمتار.